# Subhas Chandra Bose
 (janvier 2020).
Si vous disposez d'ouvrages ou d'articles de référence ou si vous connaissez des sites web de qualité traitant du thème abordé ici, merci de compléter l'article en donnant les références utiles à sa vérifiabilité et en les liant à la section « Notes et références ».
Pour les articles homonymes, voir Bose.

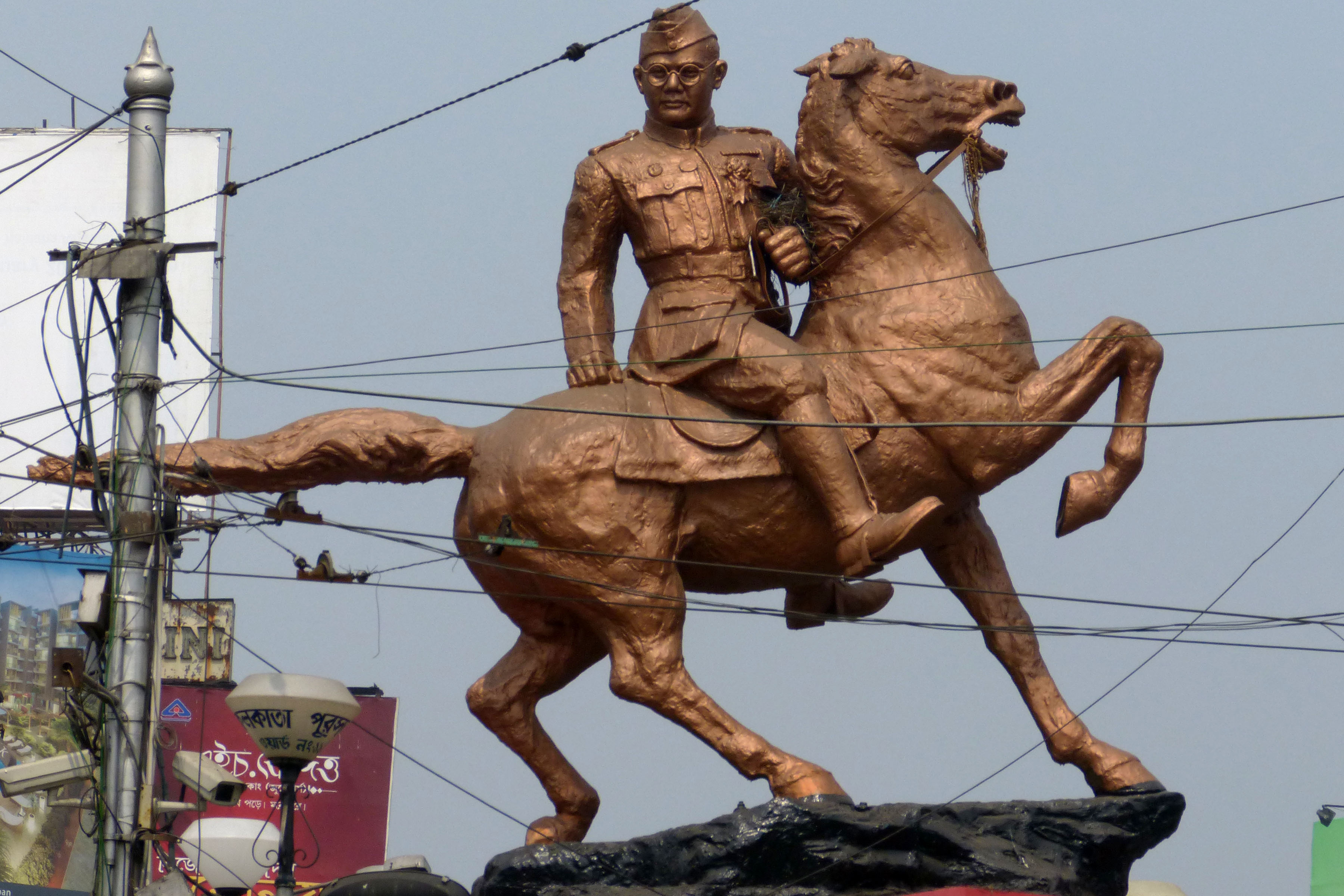
Statue de Subhas Chandra Bose à Shyambazar 5 point crossing, Kolkata.

Subhas Chandra Bose est un dirigeant nationaliste indien, né le 23 janvier 1897 à Cuttack et vraisemblablement mort dans un accident d'avion le 18 août 1945 à Taipei. Il est l’un des principaux dirigeants du nationalisme indien à l'époque de la colonisation britannique.
Subhas Bose est né dans une famille bengali très aisée en Orissa, alors dans le Raj britannique. Ayant bénéficié d'une éducation anglophone, il se rend en Angleterre après ses études universitaires pour passer l'examen de la fonction publique indienne. Il réussit la première partie de l'examen mais refuse de passer la dernière, afin de privilégier le militantisme nationaliste. De retour en Inde en 1921, Bose rejoint le mouvement nationaliste dirigé par le Mahatma Gandhi et le Congrès national indien. Au sein de ce parti, il soutient la faction menée par Jawaharlal Nehru, peu favorable à la réforme constitutionnelle et plus ouverte au socialisme. Bose devient président du parti du Congrès en 1938. Après sa réélection en 1939, des divergences apparaissent avec les autres membres dirigeants, dont Gandhi, sur la future fédération de l'Inde britannique et des États princiers, mais aussi sur la personnalité de Bose lui-même, son attitude envers la non-violence et ses méthodes pour obtenir plus de pouvoirs. Après que la grande majorité des membres du comité de travail du Congrès ont démissionné en signe de protestation, Bose renonce à son poste de président et est finalement évincé du parti,,.
Surnommé Netaji (en français : « chef respecté »), il finit par s'allier, au nom de l'anti-colonialisme, à l'Allemagne nazie et à l'empire du Japon par intérêt dans la lutte contre l'Empire britannique durant la Seconde Guerre mondiale au nom de l'indépendance indienne. Il est déclaré mort dans un accident d'avion à Taipei, quelques jours après les bombardements nucléaires américains sur le Japon et avant la fin officielle de la guerre dans le Pacifique. Dans l'Inde indépendante, il est vénéré au même titre que Gandhi ou Nehru.

## Biographie
Bose nait à Cuttack,, il est le fils de  Prabhavati Dutt Bose et de Janakinath Bosedans, une famille aisée d'origine bengalie de religion hindoue qui s'accommodait plutôt bien de la domination coloniale britannique. Il fit des études brillantes qui semblaient le destiner à occuper une place éminente au sein du Raj. Mais, répugnant à se mettre au service de la puissance coloniale, Bose embrassa une carrière politique.
Bose est élu président du Congrès national indien pour deux mandats consécutifs. Il doit cependant démissionner à la suite d'une motion de défiance, motivée par un conflit idéologique face au Mahatma Gandhi. Il estimait que la tactique de non-violence de Gandhi serait insuffisante pour obtenir l’indépendance de l’Inde et prônait la résistance armée. Il crée un parti, le Bloc pour l'avenir de toute l'Inde, militant pour l’indépendance complète et immédiate de l’Inde. Son discours ne change pas à la déclaration de guerre en 1939, qu’il voit comme une occasion de renverser le pouvoir britannique. Dès lors, tous ses efforts tendirent à trouver des appuis susceptibles d'aider à la lutte pour la libération de son pays, appliquant le principe « les ennemis de mes ennemis sont mes amis ».
Il est emprisonné onze fois par les Britanniques.

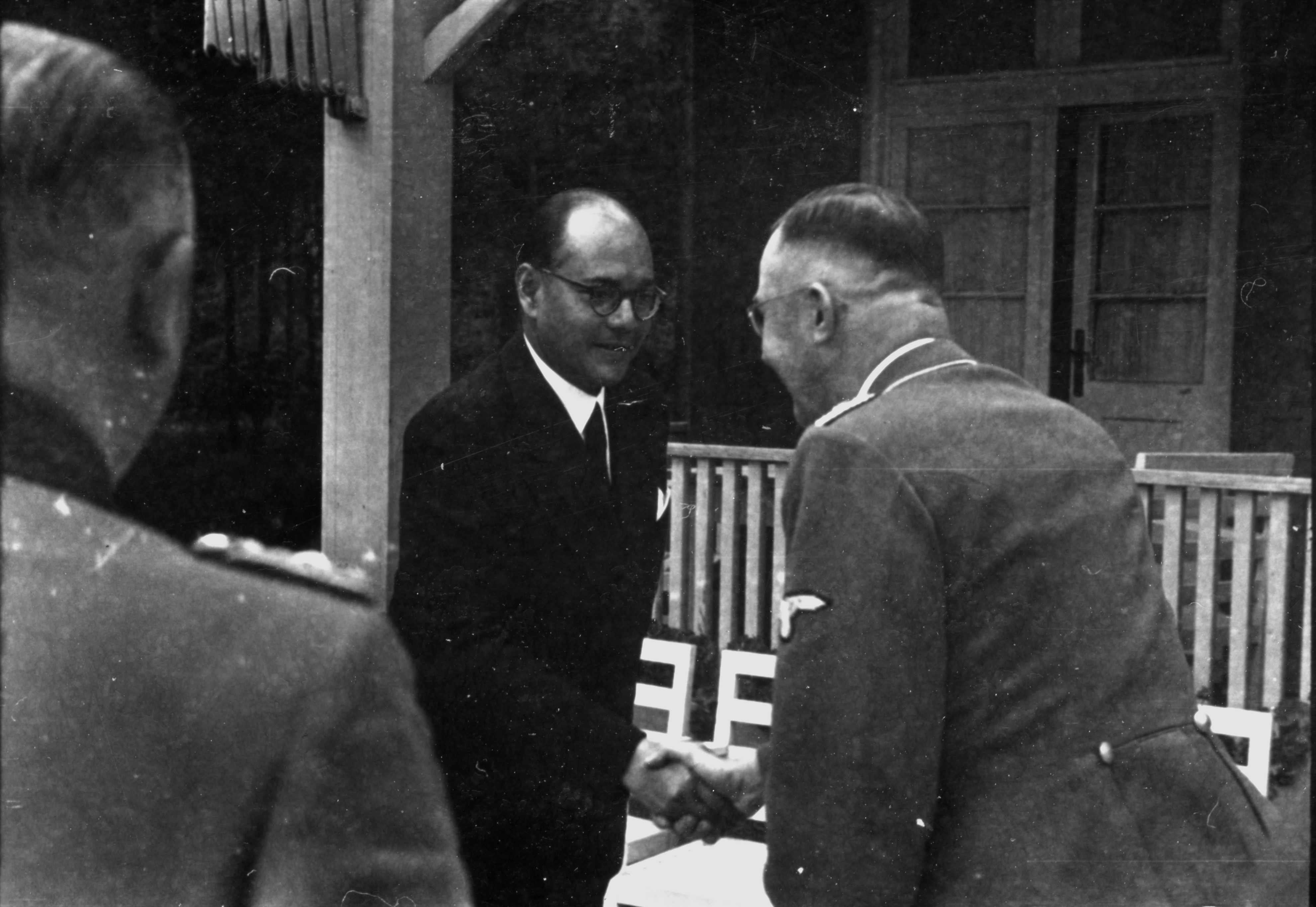
Rencontre entre Subhas Chandra Bose et Heinrich Himmler en 1943.

Le 5 janvier 1941, ayant réussi à échapper à ses geôliers britanniques, Bose quitta clandestinement Calcutta, pour chercher de nouveaux appuis pour l'indépendance de l'Inde. Il se rendit d'abord à Moscou en Union soviétique. Mais il y affronta la méfiance de Staline ; d'autre part, l'échec de la tentative hitlérienne de faire capituler le Royaume-Uni faisait s'évanouir l'espoir stalinien d'un partage de l'Empire britannique avec son allié nazi. Il se rendit alors à Berlin pour y proposer son aide dans la lutte contre l'Empire britannique : Hitler se montra assez peu réceptif à cette idée ; en revanche Bose fut bien accueilli par Himmler, le chef de la SS, qui avait un attrait pour la spiritualité religieuse de l'Inde. C'est ainsi que naquit la « Legion Freies Indien » (désignation allemande générique signifiant en français : la « Légion de l'Inde libre »), destinée à l'origine à lutter contre les Britanniques au niveau mondial et ainsi à marcher avec l'armée allemande vers les frontières occidentales de l'Inde.
Mais l'invasion de l'URSS, opération militaire d'une très grande ampleur pour Hitler, retarda l'exécution de ce plan, voire la rendit impossible. Il se tourna alors vers l'empire du Japon, une puissance qui basait sa propagande sur la lutte contre le colonialisme occidental et joua un rôle important dans la mise en marche du processus de décolonisation d'après-guerre dans le Sud-Est asiatique.
Début avril 1943, avec l'accord du gouvernement allemand, il embarqua à bord de l'U-Boot 180, qui l'emmena jusqu'à un point de ralliement situé à 400 milles nautiques au sud de Madagascar où attendait un sous-marin japonais (le I-29, commandé par le capitaine T. Kinashi) qui le débarqua à Penang, en Malaisie alors occupée par les Japonais. En 1943, il devient le chef du Gouvernement provisoire de l'Inde libre, basé à Singapour, et de l'Armée nationale indienne, composée de prisonniers de guerre indiens et de travailleurs de Singapour et du Sud-Est asiatique. Il est considéré à ce titre comme le fondateur de l'Armée nationale indienne. Le 30 décembre 1943, Chandra Bose hisse pour la première fois le drapeau tricolore indien à Port Blair. Il participe aux combats contre les Alliés durant la campagne de Birmanie, contribuant à la victoire des Japonais contre les forces coloniales britanniques dans ce pays, et pousse les Japonais à mener une offensive sur le sol indien, avec la participation de ses troupes. Débutée en mars 1944, l'opération U-Go se solde cependant par un échec.
Le 18 août 1945, selon la version officielle, Subhas Chandra Bose meurt dans un accident d'avion quand son appareil s'écrase à Taïwan, alors qu'il tentait de rejoindre le Japon ou l'URSS. Son corps ne fut cependant jamais officiellement identifié et des théories alternatives ont été émises, certaines postulant qu'il aurait pu être capturé par l'Union soviétique, et serait mort en captivité en Sibérie, d'autres qu'il se serait caché sous une fausse identité. Des investigations menées par l'Inde, sur la base d'informations fournies par le gouvernement de Taïwan, n'ont pas permis de trouver de pistes à partir de son accident d'avion.
Bien que reconnu comme une figure de proue de l'indépendantisme indien, Subhas Chandra Bose demeure un personnage controversé dans le monde anglo-saxon du fait de son alliance avec l'Axe, adversaire du colonialisme britannique. En Inde, il est vu comme un héros, et par exemple, pour perpétuer son souvenir, des rues, ou des casernes militaires, portent son nom. Le BJP, parti nationaliste en Inde, le cite souvent, dans des discours officiels ou commémoratifs.

## Héritage de Bose
Bose appartient au panthéon officiel des héros de l’indépendance de l’Inde et fut même honoré en 1992, par le gouvernement indien, du titre de « Bharat Ratna ». Son portrait figure dans le Parlement indien. Son effigie orne nombre de villes indiennes au même titre que celle du Mahatma Gandhi.
En 1981, la chaise sur laquelle était assis Bose lors de la création de la Banque du gouvernement provisoire de l'Inde libre, le 5 avril 1944, est installée au Fort Rouge à Delhi, lieu symbolique de l'indépendance de l'Inde.

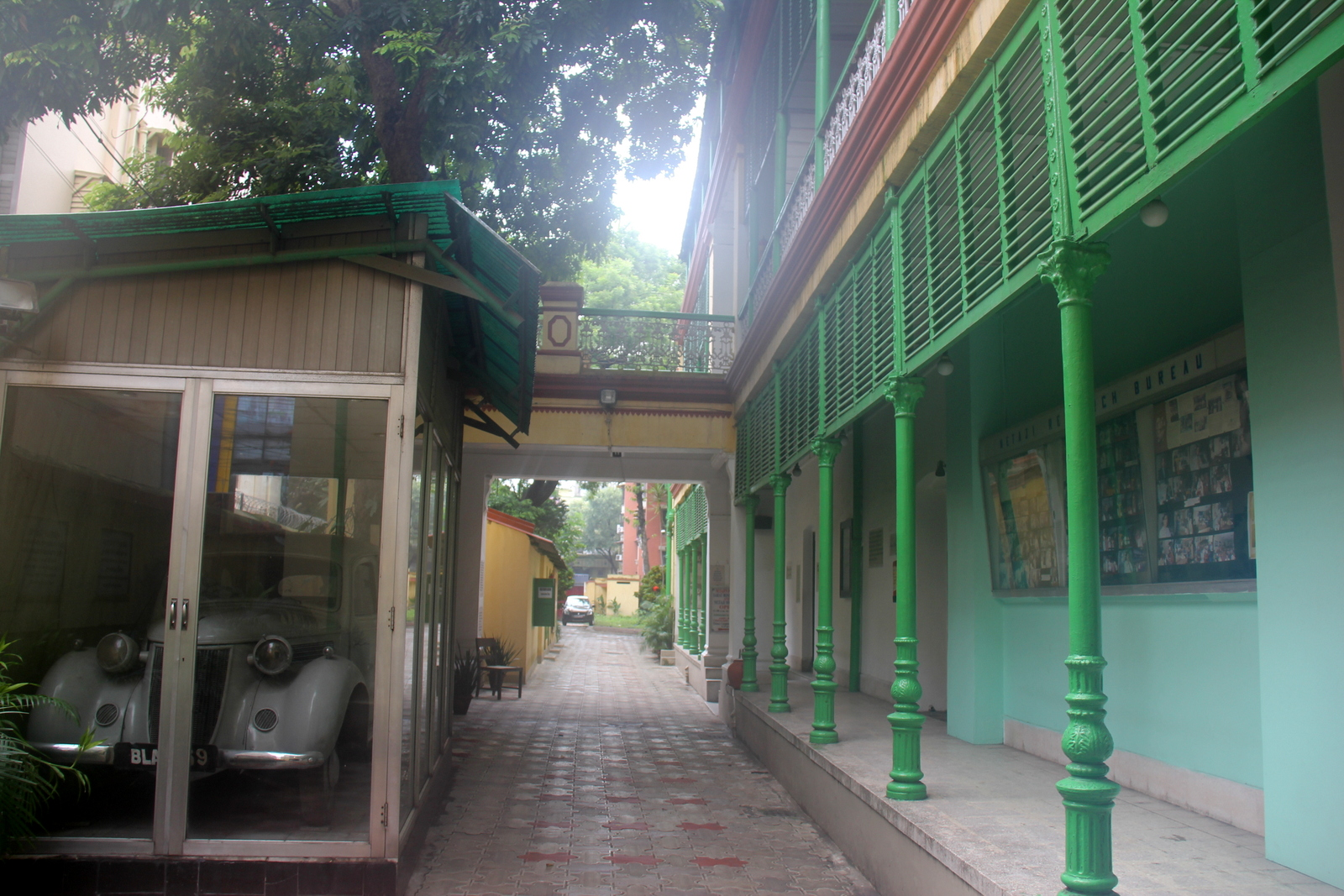
Netaji Bhawan, Kolkata.

Aujourd'hui, Subhas Chandra Bose, personnage charismatique, jouit d'une immense popularité en Inde. L'aéroport international de Calcutta porte son nom. Sa demeure familiale a été convertie en musée et centre de recherche, le Netaji Bhawan.
En 2021, le gouvernement indien décide de commémorer la mémoire de Bose en décrétant le jour de sa naissance, le 23 janvier, jour férié en Inde.

## Famille
Bose épouse en 1937 sa secrétaire autrichienne Emilie Schenkl (1910–96). Le couple a une fille Anita Bose-Pfaff née en 1942, professeure d'économie à l'université d'Augsbourg. En 1949, le Congrès national indien propose la nationalité indienne à la veuve de Bose et à sa fille. La veuve refuse, car elle vivait en Allemagne, avec sa fille, et surtout du fait que les nouvelles autorités de l'Allemagne fédérale rappelaient que Bose avait collaboré avec les Nazis.